# La Vierge à l'Enfant entre les saints Jean et Augustin
La Vierge à l'Enfant entre les saints Jean et Augustin (en italien : Madonna col Bambino in trono tra i santi Giovanni evangelista e Agostino) est une peinture religieuse du Pérugin, datant de 1494 environ, exposée en  l'église Sant'Agostino de Crémone.

## Histoire
Le retable a été commissionné au Pérugin en 1493 par les Roncadelli, une riche famille de Crémone. En 1494, l'artiste a réalisé le tableau à Florence avant de l'expédier à Crémone.
Le tableau est signé et daté sur le trône de la Vierge : Petrus Perusinus pinxit MCCCCLXXXXIIII.
L'œuvre a été emmenée en France par les troupes napoléoniennes à la suite du traité de Tolentino (1797) et rendue en 1815 mais ne fut pas réinstallée sur l'endroit d'origine, l'autel de la nef gauche, mais dans un autre de la nef droite.
Le tableau a été restauré en 1999.
L'œuvre a eu un vrai impact sur la peinture locale de Crémone du XVe siècle en faisant découvrir le style avant-gardiste florentin basé sur la perspective et sur une meilleure grâce expressive des personnages.

## Thème
L'œuvre utilise un principe de l'iconographie chrétienne, celui de la Conversation sacrée présentant la Vierge en majesté trônant  en présence de figures saintes, ici les saints Jean et Augustin.

## Description
La scène est construite selon le schéma ordonné selon les règles de la symétrie de La Vierge à l'Enfant entre les saints Jean-Baptiste et Sébastien (musée des Offices, Florence).
Sur un trône décoré où se trouve la signature et la date d'exécution du tableau, La Vierge est assise, tenant sur ses genoux l'Enfant Jésus qui regarde vers saint Jean situé sur la gauche tenant à la main un livre et une plume. Saint Augustin est positionné sur la droite avec ses habits et attributs épiscopaux, montrant l'Enfant de sa main gauche, sa droite tenant sa crosse.
Le lieu qui accueille les personnages est une architecture symétrique à chapiteaux en saillie, surmontées de voûtes à arcs à plein cintre typique du style du Pérugin de l'époque. Dans ce cas, le portique se limite à deux rangées en profondeur, mais la structure architecturale simple et solennelle est à l'identique et commence dès le premier plan, la représentation perspective centrée, s'ouvre dans le fond constitué d'un ciel clair.
La scène est éclairée par la droite comme en témoignent au sol les ombres, en adéquation avec la situation réelle de la chapelle originale à laquelle était destinée la peinture.
La Vierge, l'Enfant ainsi que les saints, portent une fine auréole, dorée, peu elliptique.

## Analyse
Les figures au premier plan assument un rôle prépondérant par rapport aux autres éléments de la composition. Cette façon de faire était fréquente dans la production du Pérugin de la même période. L'architecture est réalisée en fonction de personnages de façon de les faire apparaître immobiles et absorbés par leurs pensées.
Ce « sfondo a portico »  est fréquemment représentée dans les productions du Pérugin dans les deux dernières décennies du XVe siècle : on retrouve cette particularité dans le polyptyque Albani Torlonia, L'Annonciation de Fano, La Vierge à l'Enfant entre les saints Jean-Baptiste et Sébastien et dans La Pietà.
Le visage de Marie est très doux, encore représentée sous les traits de jeune fille raffinée et élégante, tandis que dans les œuvres successives commencera à prévaloir une physionomie de Marie plus mûre, simple et sévère, en harmonie avec le climat spirituel instauré à Florence par Savonarole.
Les couleurs sont brillantes, mais légèrement sfumate de façon à donner une forte plasticité aux corps ainsi qu'une profonde harmonie à l'ensemble.

## Sources
- (it) Cet article est partiellement ou en totalité issu de l’article de Wikipédia en italien intitulé « Madonna col Bambino e san Giovannino (Perugino) » (voir la liste des auteurs).